# 新興縣 (牂州)
新興縣是唐代黔州都督府牂州所屬的一個羈縻縣。武德三年與州同置。其轄地在今貴州省西部一帶地方，是唐代招撫當地土著所設置的州縣，一般由其頭人任縣官。